# Carlos Ascues
Carlos Antonio Ascues Ávila (ur. 19 czerwca 1992 w Caracas) – peruwiański piłkarz wenezuelskiego pochodzenia występujący na pozycji pomocnika w niemieckim klubie VfL Wolfsburg oraz w reprezentacji Peru. Wychowanek Alianza Lima, w swojej karierze grał także w takich zespołach jak SL Benfica B, Panetolikos, Universidad San Martín oraz Melgar.